# Slowdive (EP)
Slowdive es el primer trabajo musical realizado por la banda de shoegazing que lleva su mismo nombre; Slowdive. La grabación estuvo bajo la edición del sello discográfico Creation Records, y fue lanzado 5 de noviembre de 1990.

## Canciones
1. «Slowdive» – 5:16
2. «Avalyn I» – 4:55
3. «Avalyn II» – 8:08